# Петерссон, Карл
Карл Петерссон (швед. Carl Petersson; род. 1981, Лунд) — шведский пианист.
Начал играть на фортепиано необычайно поздно, в возрасте 15 лет. Десять лет спустя окончил Копенгагенскую консерваторию по классу Хосе Риберы, занимался также в мастер-классах Пнины Зальцман, Эммануила Красовского, Стаффана Скейи и др. В 2009 году защитил докторскую диссертацию в Краковской консерватории.
Наибольшую известность принесла Петерссону осуществлённая им в 2007 году запись двух фортепианных концертов Фридриха фон Флотова (с Пльзеньским филармоническим оркестром под управлением Ханса Петера Висхоя). Второй диск Петерссона — фортепианная сюита «Ява» Леопольда Годовского (2011) — также привлёк внимание специалистов. В 2013 году Петерссон выпустил записи фортепианных концертов Эдварда Грига и Хельге Эвью (современного композитора, основавшего своё произведение на набросках Грига) с Симфоническим оркестром Чешского радио.
Гастролировал как солист в Швеции, Дании, Польше, Франции, Чехии, Германии, Израиле, США и Канаде.